# Vârful Vânătarea lui Buteanu, Munții Făgăraș
Vârful Vânătarea lui Buteanu (numit eronat uneori Vânătoarea lui Buteanu) este un vârf muntos din Munții Făgăraș, având altitudinea de 2.507 metri, fiind ca înălțime al optulea vârf din România, devansat între vârfurile din Munții Făgăraș doar de Moldoveanu, cu 2.544 metri, Negoiu, cu 2.535 metri, Viștea Mare, cu 2.527 m și Lespezi, cu 2.517 m.
După multiple surse, numele corect al vârfului este Vânătarea, fiind re-numit din neștiință și comoditate, abia după 1954, Vânătoarea lui Buteanu. Semnificația cuvântului „vânătare” se trage din denumirea arhaică a unei înălțimi stâncoase, vineții, aflată la mari depărtări. O altă interpretare probabilǎ a cuvântului se regǎsește in documentele care atestă valoarea terenului, vânătările fiind pǎșuni cu pietre, improprii pentru crescǎtorii de oi.

## Accesibilitate
Foarte accesibil.

## Galerie foto

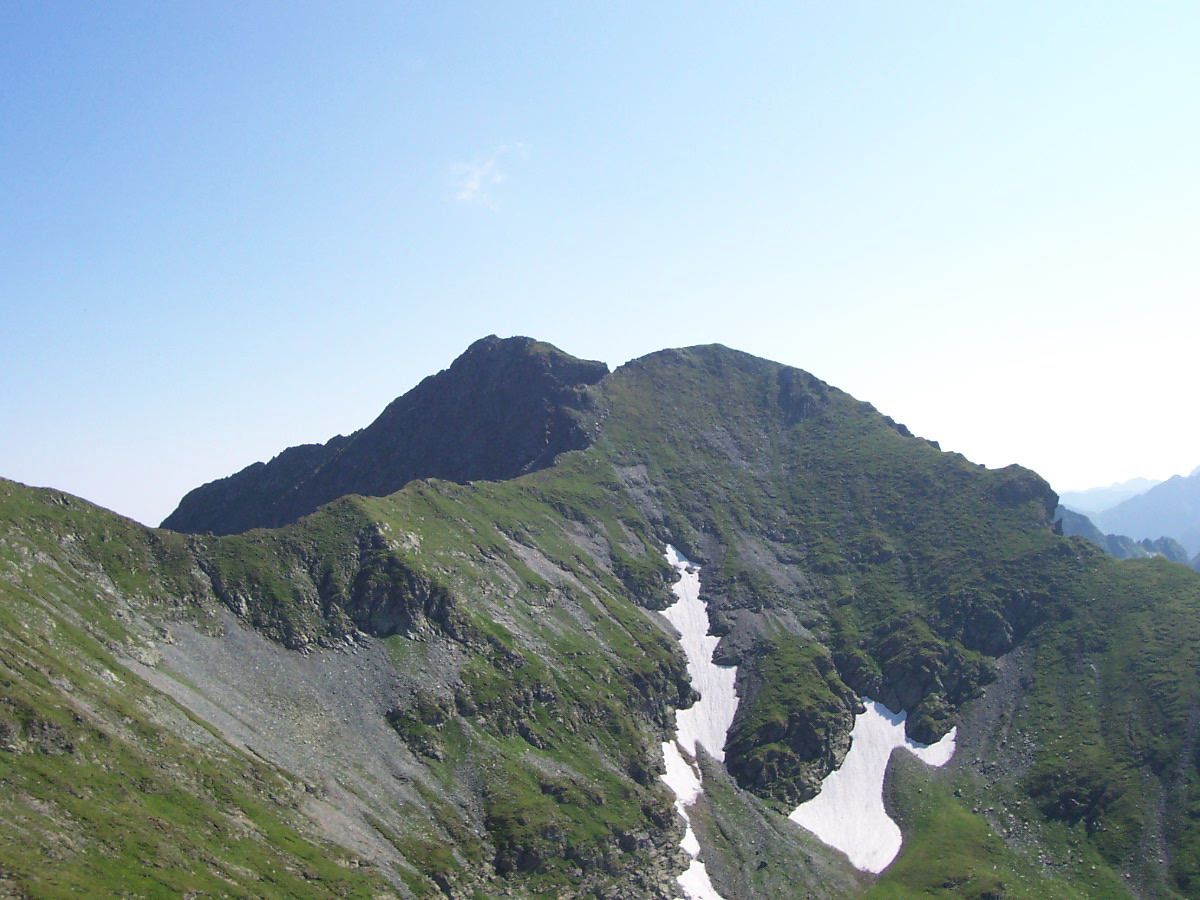
Vârful Vânătarea lui Buteanu (2507 m)